# Julián Sánchez (Wasserspringer)
Julián Isaac Sánchez Gallegos (* 22. August 1988 in Guadalajara) ist ein mexikanischer Wasserspringer. Er startet im Kunstspringen vom 1-m- und 3-m-Brett und mit Yahel Castillo im 3-m-Synchronspringen. Trainiert wird er von Iván Bautista.
Sánchez begann im Alter von sechs Jahren mit dem Wasserspringen. Er gewann mehrere Medaillen bei Weltmeisterschaften und Panamerikanischen Spielen für Junioren. Im Jahr 2009 nahm Sánchez in Rom erstmals an einer Weltmeisterschaft im Erwachsenenbereich teil, vom 1-m-Brett erreichte er im Vorkampf nur Platz 24. Seinen internationalen Durchbruch erlebte er im Jahr 2011. Bei der Weltmeisterschaft in Shanghai erreichte er vom 3-m-Brett das Finale und wurde Zehnter, im 3-m-Synchronspringen gewann er mit Castillo die Bronzemedaille. Bei der Universiade gewann er hinter dem amtierenden Weltmeister He Chong Silber. Schließlich konnte er bei den Panamerikanischen Spielen zwei weitere Medaillen erringen, Silber vom 3-m-Brett und Gold mit Castillo im 3-m-Synchronwettbewerb.
Sánchez bekam ein Stipendium an der Technischen Universität in Guadalajara (UTEG).